# Komični hip hop
Komični hip hop (eng. Comedy hip hop) je podvrsta hip hopa koja je u svojoj prirodi šaljiva i često sadržava satirične stihove. Dok se komični hip hop može dosta puta smatrati parodijom hip hop glazbe, to nije uvijek tako. Komercijalni reperi poput Eminema i Ludacrisa često imaju komične stihove, ali se ne smatraju komičnim reperima. Afroman i Ajs Nigrutin često koriste marihuanu i seks kao komične elemente. Izdanje komičara Jeffa Durana iz 2006. Still Kicking miješa stand up, skitove i rap. Hip hop dvojac Insane Clown Posse primjenjuje liberalnu količinu crnog humora u svojoj glazbi, posebno u starijim izdanjima. Komični glazbenik i parodist Weird Al Yankovic učestalo stvara komični rap; vjerojatno je najpoznatija njegova pjesma "White & Nerdy", parodija na Chamillionaireovu pjesmu "Ridin". The Lonely Island, dobro poznati po radu na Saturday Night Liveu, postigli su uspjeh s pjesmama poput "Lazy Sunday", "Jizz in My Pants", i drugim pjesmama iz njihovog albuma Incredibad. Neka novija imena su također dodana u ovu vrstu glazbe, uključujući sastave kao što su: 3OH!3, Liberty Gigoloz, Jamie Kennedy & Stu Stone, Asher Roth i Gym Class Heroes.
Nerdcore hip hop, podvrsta komičnog hip hopa, koja se nadovezuje s geek kulturom, također često sadržava komičnu tematiku.

## Hrvatski komični hip hop sastavi
- Bolesna braća
- HAjavata
- Postolar Tripper